# Pamfil (karta)
Pamfil (lub panfil) – najstarsza karta w kilku staropolskich grach karcianych. W mariaszu nazywany jest tak wyżnik kozerny (wyświęcony), natomiast w grze pamfil jest nim niżnik żołędny.